# 谢尔德曼
謝爾德曼（Шердиман Оспанұлы 1919年—1971年），亦作謝爾的滿、謝爾的曼，哈薩克族，烏斯滿·斯拉木的長子。新疆省富蘊縣人，曾在新疆省富蘊縣當選為第一屆國民大會代表。

## 經歷[1]
- 曾任國軍騎兵團團長、國大代表等職。
- 1949年，追隨烏斯滿進行武裝抵抗。1952年9月，向解放軍投降，先後任阿山專署畜牧科科長、伊犁州政協辦公室副主任等職。